# Дубовый Гай (Самарская область)
Дубовый Гай — посёлок в Волжском районе Самарской области в составе городского поселения Петра Дубрава. 

## География
Находится на расстоянии менее 1 километра на северо-запад от центра поселения посёлка Петра Дубрава.

## Население
Постоянное население составляло 94 человека (русские 93 %) в 2002 году, 102 в 2010 году.